# Citronträ
Citronträ erhålls från olika Citrus-arter och från det i Västindien växande så kallade citronträdet, Erithalis fructicosa [källa behövs]. Det virke som erhålls från Citrus-arterna är vitt och tätt men inte särskilt hårt och antar en vacker ytkaraktär.
Det västindiska citronträet är gult, ibland med brun ådring, tätt och tungt med en svag citron- eller cederartad doft. Det exporteras till Europa och kan bland annat användas inom möbelindustrin.
En gulaktig form av atlasträ går också under namnet citronträ.